# Убсу-Нур

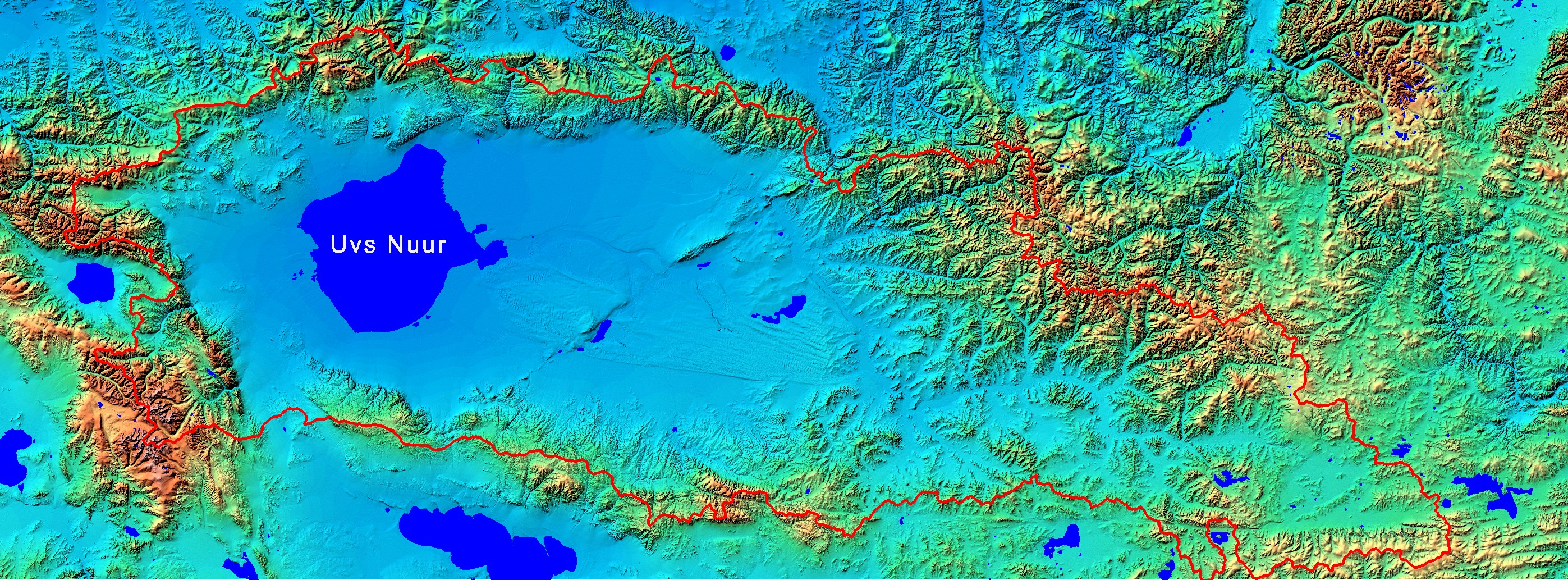
Сточище Убсу-Нур

Убсу-Нур (монг. Увс нуур — «озеро Увс»; тув. Успа-Холь; рос. Убсу-Нур) — найбільше озеро Монголії, частково розташоване і на території російської республіки Тува. Найвідоміше з Улоговини Великих озер. З 2003, воно є складовою частиною об'єкта Світової спадщини ЮНЕСКО Убсунурського басейну.
Узбережжя озера було заселене кілька тисяч років тому. Безліч курганів, оленячих каменів, петрогліфів і рунічних написів залишили після себе племена кочівників — хунну, монголи і єнісейські киргизи. Найбільше поселення нині на березі озера — Улаангом.

## Географія
Це замкнута безстічна водойма площею понад 3 350 км² (сточище становить 70 000 км²); на висоті 753 м, вода із високим вмістом солі (18,8 ‰). Озеро замерзає за період з жовтня по травень. Влітку температура сягає 25 °C на поверхні і 19 °C на дні.
Озеро є залишком древньої великої водойми, яка існувала тут в льодовиковий період. Льодовики в той час спускались з гір далеко вниз, танули в міжгірних улоговинах, де і виникла велетенська водойма. Цікаве розташування озера: з двох сторін до озера примикають дуже розгалуженні заболочені дельти річок, стікаючі з гір, з інших — підніжжя хребтів і піщані масиви. З півдня Убсу-Нур відокремлено від решти Улоговини Великих озер невеликим хребтом Хан-Хухийн-Нуруу.
В сточищі озера знаходиться найпівнічніша пустеля розташована в найпівденнішій тундровій зоні.

## Клімат, флора і фауна
Озеро розташовано на геокліматичній межі між Сибіром і Центральною Азією. Річне коливання температури повітря може складати від -58 °C взимку до 47 °C навесні. В улоговини озера існує особливий мікроклімат, що дозволяє різноманітним природним зонах існувати на обмеженому просторі. В улоговини, яка є свого роду унікальною природною лабораторією, вже близько десятиліття працює Убсунурський міжнародний центр біосферних досліджень.
Дуже багатий тваринний світ сточища озера — тут живе 173 видів пернатих і 41 видів ссавців, включаючи таких рідкісних тварин як ірбіс, аргали, сибірський гірський козел.

## Ресурси Інтернету
- UNESCO evaluation of the property(англ.)
- Data summary Uvs Nuur(англ.)
- Protected areas of the world Uvs Nuur Basin, Russian Federation (Tuva) & Mongolia(англ.)
- Natural Heritage Protection Fund — The Uvs Nuur Basin(англ.)
- Notes on the Cladoceran and Copepod Fauna of the Uvs Nuur Basin (Northwest Mongolia)(англ.)
- Uvs Lake, Mongolia(англ.)
- The Ubsunur Hollow State Biosphere Reserve(англ.)
- Ubsu-Nur Accepted into World Network of Biosphere Reserves(англ.)
- Singing Stones — The Republic of Tuva(англ.)
- Ubsu Nur satellite photo(англ.)
- The distribution of the vegetation in the Uvs-nuur basin and its surrounding mountain ranges[недоступне посилання з травня 2019](англ.)
- Lake Uvs and its surrounding wetlands(англ.)
- Limnological Catalog of Mongolian Lakes(англ.)